# Phytoscutus japonicus
Phytoscutus japonicus är en spindeldjursart som beskrevs av Ehara och Noriaki Kishimoto 2007. Phytoscutus japonicus ingår i släktet Phytoscutus och familjen Phytoseiidae. Inga underarter finns listade i Catalogue of Life.